# Гнатология
Гнатология — область знаний в стоматологии, изучающая морфофункциональные взаимосвязи тканей и органов зубо-челюстной системы в норме и патологии. Гнатологическая концепция  является основой любого реконструтивного лечения функциональной окклюзии и заболеваний височно-нижнечелюстного сустава. Кроме того, гнатология  тесно связана с постурологией, кинезиологией, нейрофизиологией, ортодонтической и ортопедической стоматологией.
Изучает влияние изменения положения и функции височно-нижнечелюстного сустава (ВНЧС) на прикус.
Гнатология изучает жевательную систему, включая ее физиологию, функциональные нарушения и лечение. Доктор Беверли МакКоллум основал Гнатологическое общество в 1926 году.
Председатель Совета директоров Дэвид В. Маклин представлял Общество гнатологии в 1929 году в Мехико, продвигая работу Общества.